# Antimonumenta

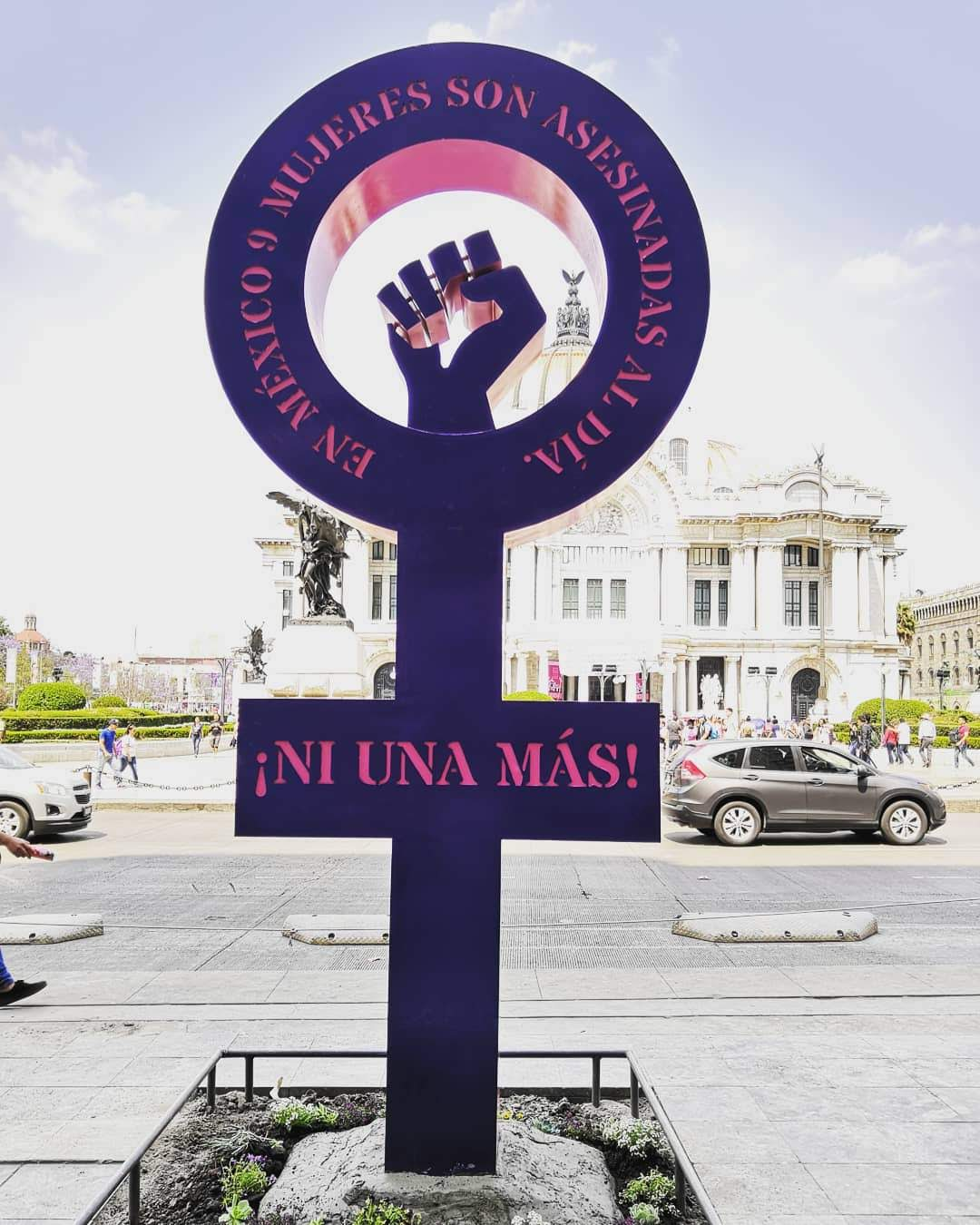
Antimonumenta ubicado en la Ciudad de México.

La Antimonumenta es un antimonumento erigido para exigir justicia por las víctimas de la violencia de género y feminicidios en México.

## Historia

#### Ciudad de México
La primera Antimonumenta fue erigida el 8 de marzo de 2019, fecha en que se conmemora el Día Internacional de la Mujer. Se instaló sobre Avenida Juárez, frente al Palacio de Bellas Artes en la Ciudad de México durante la marcha anual de cientos de miles de mujeres en contra de la violencia de género. 
La Antimonumenta representa el símbolo de la lucha feminista conformado por el símbolo de Venus con un puño alzado al centro. Las Antimonumentas de CDMX y Guadalajara son de color morado, el cual ha representado en la historia de la lucha feminista: “la lealtad, la constancia hacia el propósito, la firmeza inquebrantable hacia una causa”.
En la parte superior de uno de sus frentes se lee escrito con letras rosas la estadística: "EN MÉXICO 9 MUJERES SON ASESINADAS AL DÍA"; mientras que en el brazo de la cruz se lee: "¡NI UNA MÁS!". En el otro frente, se lee la demanda que la Antimonumenta representa: "EXIGIMOS ALERTA DE GÉNERO NACIONAL", y en la parte central: "NO + FEMINICIDIOS". 

El levantamiento de la estructura duró más de dos horas, y los costos de construcción fueron cubiertos por familiares de víctimas de feminicidio, colectivos feministas y organizaciones de la sociedad civil.
“Este antimonumento es para recordar que sigue sin haber justicia para las mujeres en México, que seguimos desapareciendo y que nos siguen matando. No nos vamos a callar”, explicaron mujeres activistas que participaron en el levantamiento de la estructura.
Tras su construcción, miembros de estos grupos organizaron un “plantón” alrededor de la Antimonumenta durante los días subsecuentes, para garantizar su protección y evitar su retiro por parte de la policía capitalina.
Días después del levantamiento, colectivas de mujeres contra el feminicidio y la violencia lanzaron una petición en change.org dirigida al Presidente Andrés Manuel López Obrador; Claudia Sheinbaum, Jefa de Gobierno de la Ciudad de México; a la Oficina en México del Alto Comisionado de las Naciones Unidas para los Derechos Humanos (ONU-DH); y a la ONU Mujeres México, para que no se retirase la Antimonumenta.
El 8 de marzo de 2020, la marcha de mujeres inició en el Monumento a la Revolución y terminó en la Antimonumenta, en donde se leyó una lista de nombres de víctimas de feminicidio, y se guardó silencio por ellas.
La noche del 24 de noviembre de 2020, con motivo del Día Internacional de la Eliminación de la Violencia contra la Mujer que se celebra el día 25 del mismo mes, familiares de víctimas de feminicidio se reunieron y manifestaron en la Antimonumenta, cerrando la Avenida Juárez durante aproximadamente una hora.

#### Estado de México
El 25 de noviembre de 2019, en el marco del Día Internacional de la Eliminación de la Violencia contra la Mujer, se erigió una Antimonumenta en Nezahualcóyotl, Estado de México, en el camellón de la Avenida Chimalhuacán, frente al edificio de la presidencia municipal. Fue erigida por familiares de las víctimas y colectivos feministas de forma simultánea a la manifestación en contra de la violencia de género, y durante su levantamiento diversas mujeres narraron al micrófono sus experiencias de violencia en las calles.
De acuerdo con el Observatorio Ciudadano Nacional del Feminicidio (OCNF), el Estado de México en el 2019 era considerado la segunda entidad -luego de Veracruz- con más feminicidios perpetrados; mientras que, Ecatepec, Nezahualcóyotl, Chimalhuacán y Tecámac serán los municipios que concentran mayor incidencia de casos [...]
La Antimonumenta de Nezahualcóyotl sigue la forma de la escultura de la CDMX, con los colores invertidos. La superficie es de color rosa, las letras son moradas, y con ella se exige: "INVESTIGACIÓN CON PERSPECTIVA DE GÉNERO" y "NO + FEMINICIDIOS", en uno de sus frentes; y en el otro: "MEMORIA, VERDAD Y JUSTICIA" y "¡NI UNA MÁS!".  

#### Nuevo León
El 15 de mayo de 2022 las colectivas de activistas feministas y familiares de desaparición forzada y víctimas de feminicidio, erigieron por primera vez la Antimonumenta con una estructura de acero en color morado, con una altura de 1.40 m,  frente al Palacio de Gobierno de Nuevo León, en la ciudad de Monterrey, en representación a las víctimas de violencia de género. Cuenta con un diseño personalizado por las activistas en donde colocaron nombres de las mujeres desaparecidas

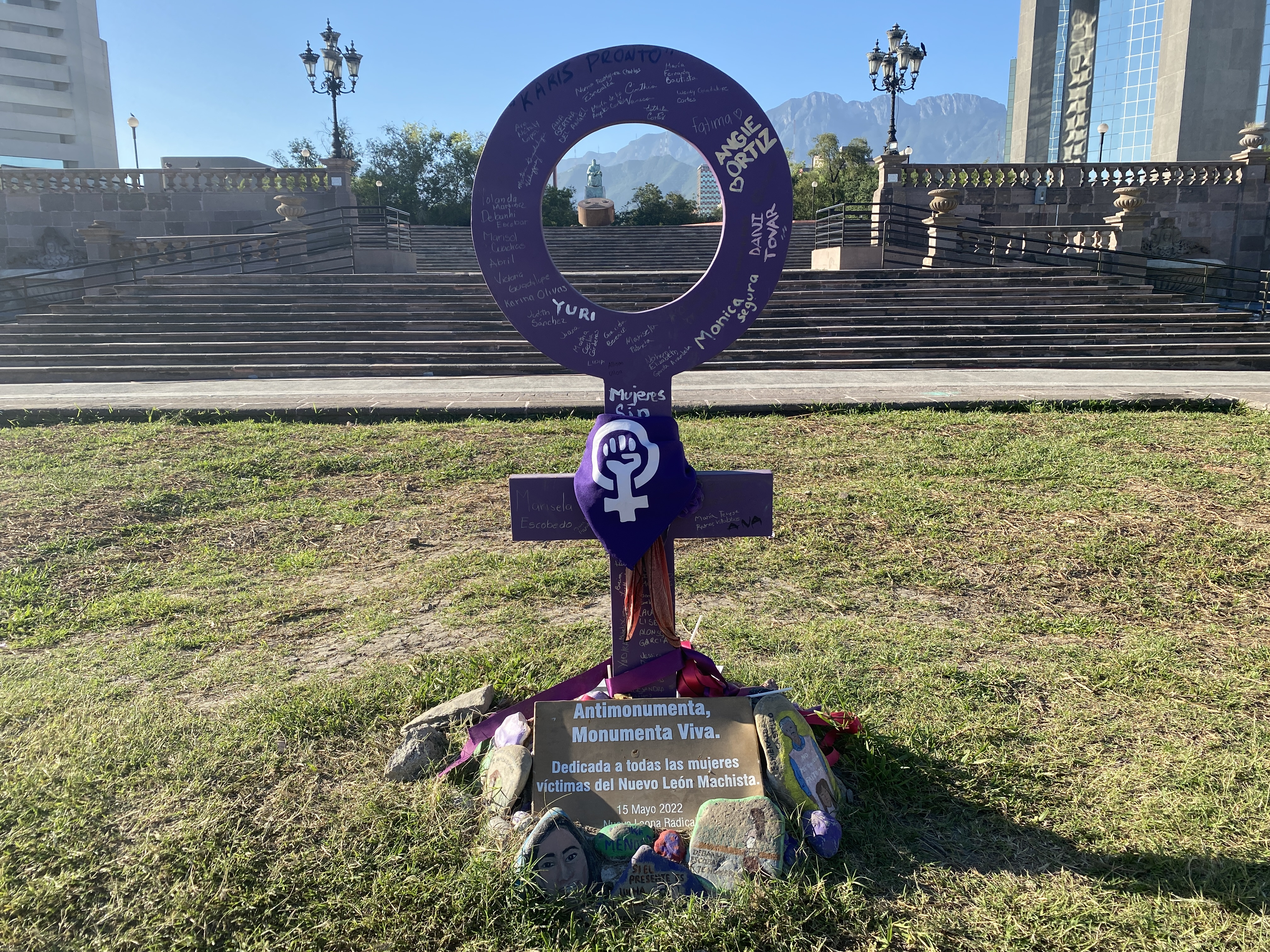
Antimonumenta de Monterrey. Símbolo de Venus color morado con los nombres de mujeres desaparecidas y víctimas de Feminicidio en Nuevo León.

y asesinadas, añadiendo también consignas como:
Señor, señora no se indiferente, disculpen las molestias, ¡Nos están matando!, Sin clientes no hay trata, Ni una más y ni una menos.
Mientras se colocaba la estatuilla del símbolo de Venus en la jardinera de la Explanada de los Héroes, activista feminista integrante de la colectiva Nueva Leona Radical, Clever Maze:
Es un recordatorio de todas las víctimas de feminicidio, de todas las víctimas de la violencia machista aquí en Nuevo León… plasmamos los nombres de víctima de feminicidio y desaparición forzada, realmente nace ante el hartazgo de que (las autoridades) no se esté haciendo nada.
El 16 de mayo de 2022 integrantes del movimiento por la igualdad se dieron cuenta de que la antimonumenta había sido retirada de la Jardinera frente al Palacio de Gobierno a lo que una integrante de las colectivas feministas añadió:
Ahorita La antimonumenta ya la recuperamos gracias a la intervención anónima de una funcionaria, ahorita ya está en nuestras manos, queremos una audiencia, si, pero primero vamos a volver a ponerla, vamos a restaurarla primero, y ya después ahora si las pláticas a las autoridades, comentó la joven.
Es la primera Antimonumenta colocada al norte de México. En esta estructura están los nombres de algunas mujeres víctimas de feminicidio como María Fernanda Contreras, Debanhi Escobar y Yolanda Martínez, por mencionar algunas. También, se colocó una placa con la leyenda  Dedicada a todas las mujeres de Nuevo León Machista.

#### Jalisco

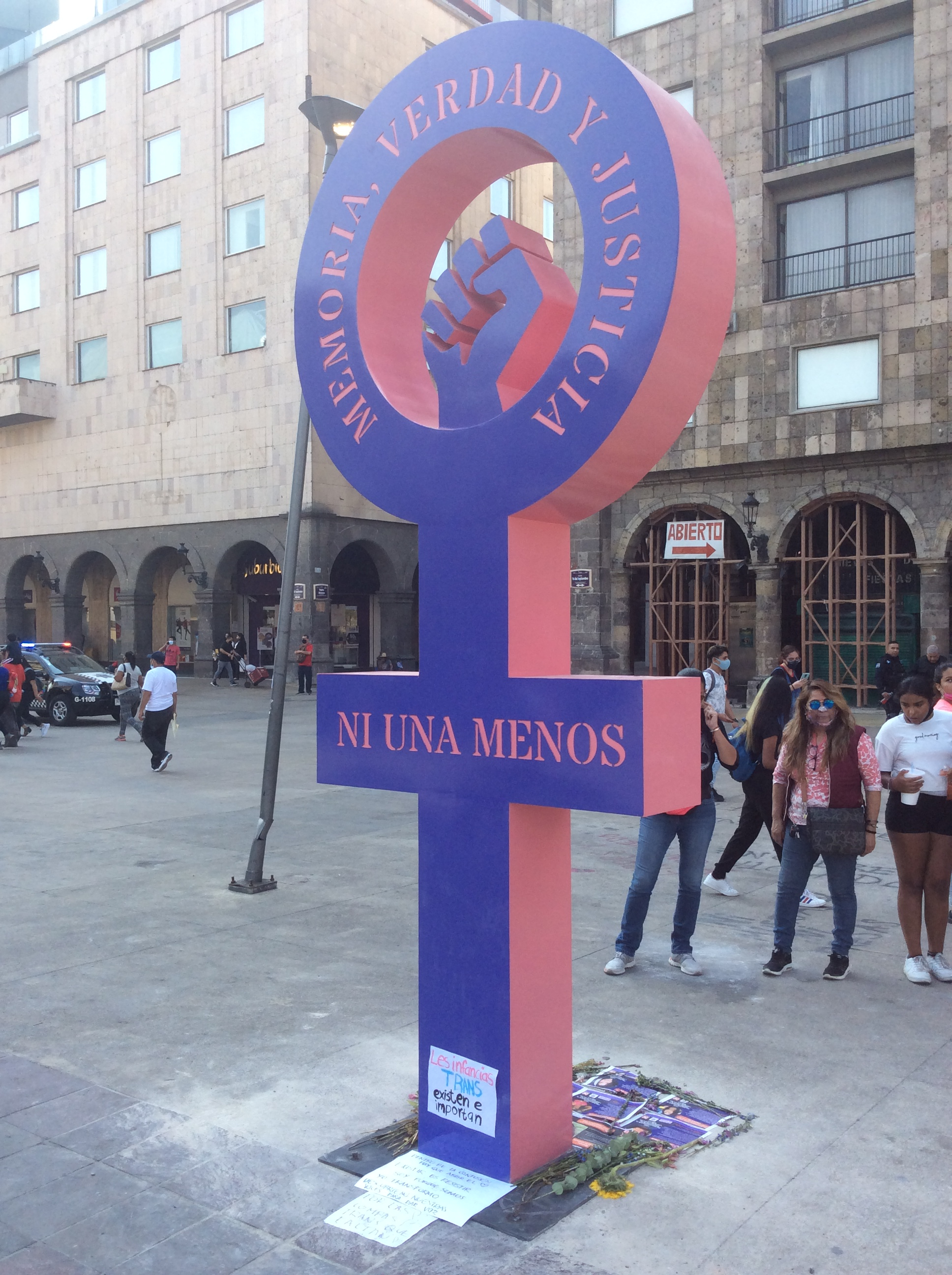
Antimonumenta de Guadalajara.

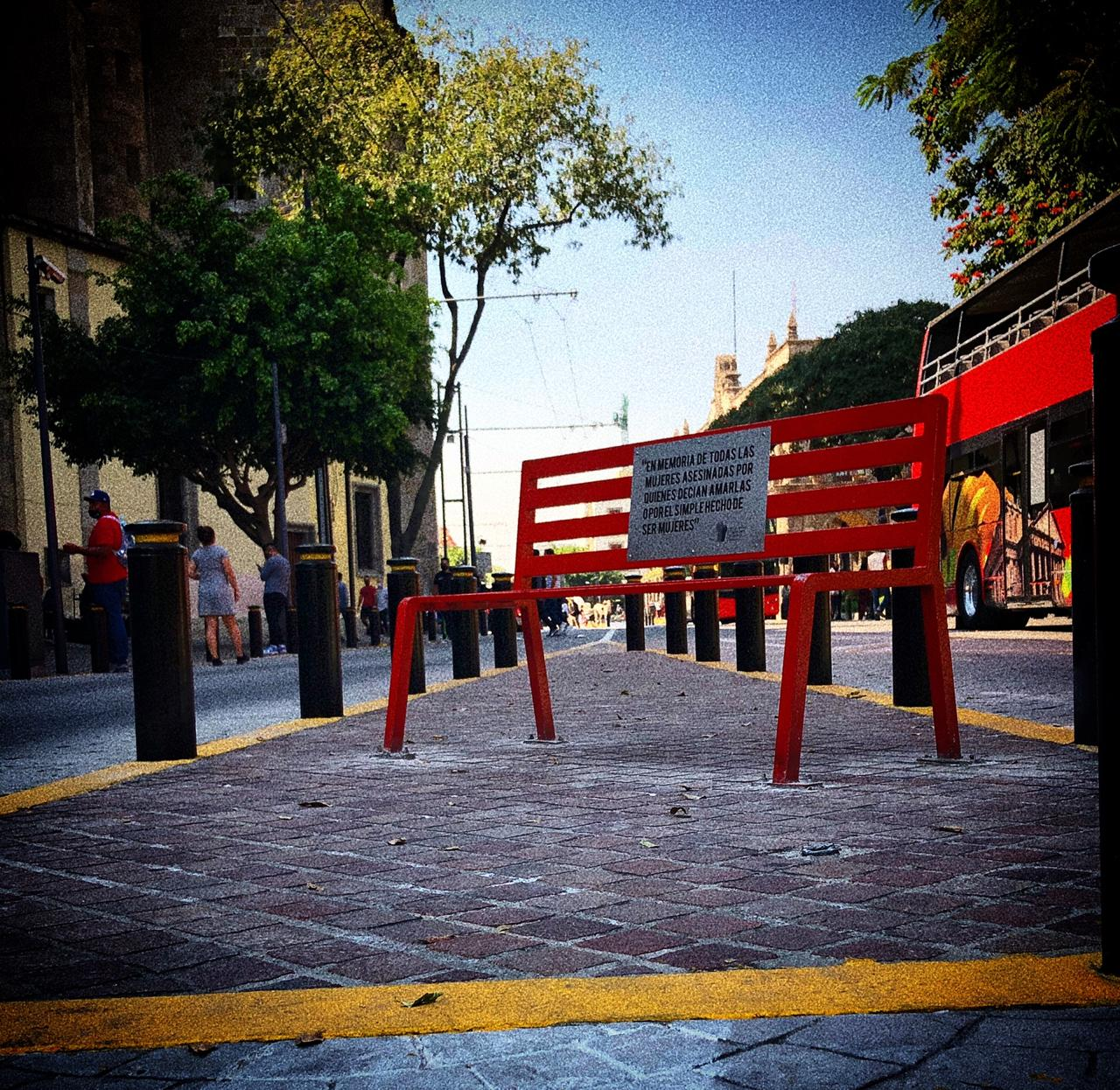
Banca roja. Antimonumenta instalada en la Rotonda de los Jalicienses Ilustres para recordar a las mujeres víctimas de feminicidio en Jalisco.

El 25 de noviembre de 2020, un grupo de aproximadamente 250 mujeres conformado por familiares de las víctimas y miembros de colectivas feministas, erigió una Antimonumenta en la ciudad de Guadalajara, capital del estado de Jalisco. 

La coordinadora del Comité de América Latina y El Caribe para la Defensa de los Derechos Humanos de la Mujer (CLADEM), Guadalupe Ramos Ponce, explicó que:
“su colocación es para recordar la afrenta, la injusticia, la deuda pendiente para con las niñas y las mujeres del Estado en torno a las desapariciones y feminicidios”.
En un frente de la Antimonumenta, que cuenta con el mismo diseño y colores de la de la CDMX, se lee: "MEMORIA, VERDAD Y JUSTICIA" y "NI UNA MENOS"; y en el otro : "NI PERDÓN, NI OLVIDO", y "NO + FEMINICIDIOS". 
La estructura de 3 metros de altura y un peso de 300 kg, se instaló en la antes llamada Plaza de Armas de la ciudad, la cual fue renombrada el mismo día como Plaza Imelda Virgen, en honor a Imelda y a todas las víctimas de feminicidio. En la placa de la plaza se puede leer la leyenda: “Plaza Imelda Virgen (1971-2012) y de todos los feminicidios cometidos en Jalisco. Que resuene fuerte la rabia, el dolor y el amor de quienes las recordamos exigiendo justicia”.
El Secretario General de Gobierno de Jalisco, Enrique Ibarra, intentó disuadir a las manifestante de colocar la Antimonumenta en ese sitio. En respuesta, la estructura fue rodeada por grupos de mujeres para prevenir su retiro por parte de las autoridades. Ese mismo día por la tarde, el gobierno del estado anunció que brindaría resguardo a la escultura.
El mismo día se erigió la "Banca Roja" en la Rotonda de los Jalicienses Ilustres en Guadalajara, una segunda antimonumenta para recordar a las mujeres víctimas de feminicidio en Jalisco. La placa de la banca reza: "En honor de todas las mujeres asesinadas por quienes decían amarlas o por el simple hecho de ser mujeres."

#### Quintana Roo
El 25 de noviembre de 2020 se instaló una nueva Antimonumenta frente al Poder Legislativo del Estado de Quintana Roo, en la ciudad de Chetumal. 
La estructura reza "ALTO A LA VIOLENCIA CONTRA LAS MUJERES" y "¡NI UNA MÁS!", y está acompañada por una lista de nombres de mujeres víctimas de feminicidio en el estado de Quintana Roo, de 2015 a la fecha de instalación de la obra. En la placa de la Antimonumenta se menciona que ésta sirve: “Como un recordatorio de la deuda histórica del estado con las mujeres”. La escultura instalada por la Red Feminista Quintanarroense retoma el diseño de la estructura morada de la CDMX, con la diferencia del puño central que fue pintado de color verde, simbolizando la lucha por la despenalización del aborto. 
Junto con el levantamiento de la Antimonumenta, el mismo grupo feminista tomó el edificio del Congreso del Estado para exigir al cuerpo legislativo la interrupción legal del embarazo y un alto a la violencia de género. El 10 de febrero de 2021 se liberaron las instalaciones tras la firma de un acuerdo en el que los diputados locales se comprometieron a atender las demandas feministas. No obstante, la despenalización del aborto fue rechazada por el Congreso de Quintana Roo en marzo de 2021.

#### Chiapas
El 25 de noviembre de 2020 se levantó, frente al Palacio de Gobierno de Tuxtla Gutiérrez, Chiapas, una Antimonumenta con forma de cruz latina pintada de color rosa que leía "NI UNA MENOS", para exigir justicia frente al alza de feminicidios y violencia intrafamiliar en el estado de Chiapas. En la superficie de la escultura se colocaron fotografías de las últimas tres mujeres víctimas de feminicidio en el Estado.
A diferencia de las otras Antimonumentas existentes en territorio mexicano, la cruz rosa de Chiapas fue retirada por las autoridades.

#### Chihuahua

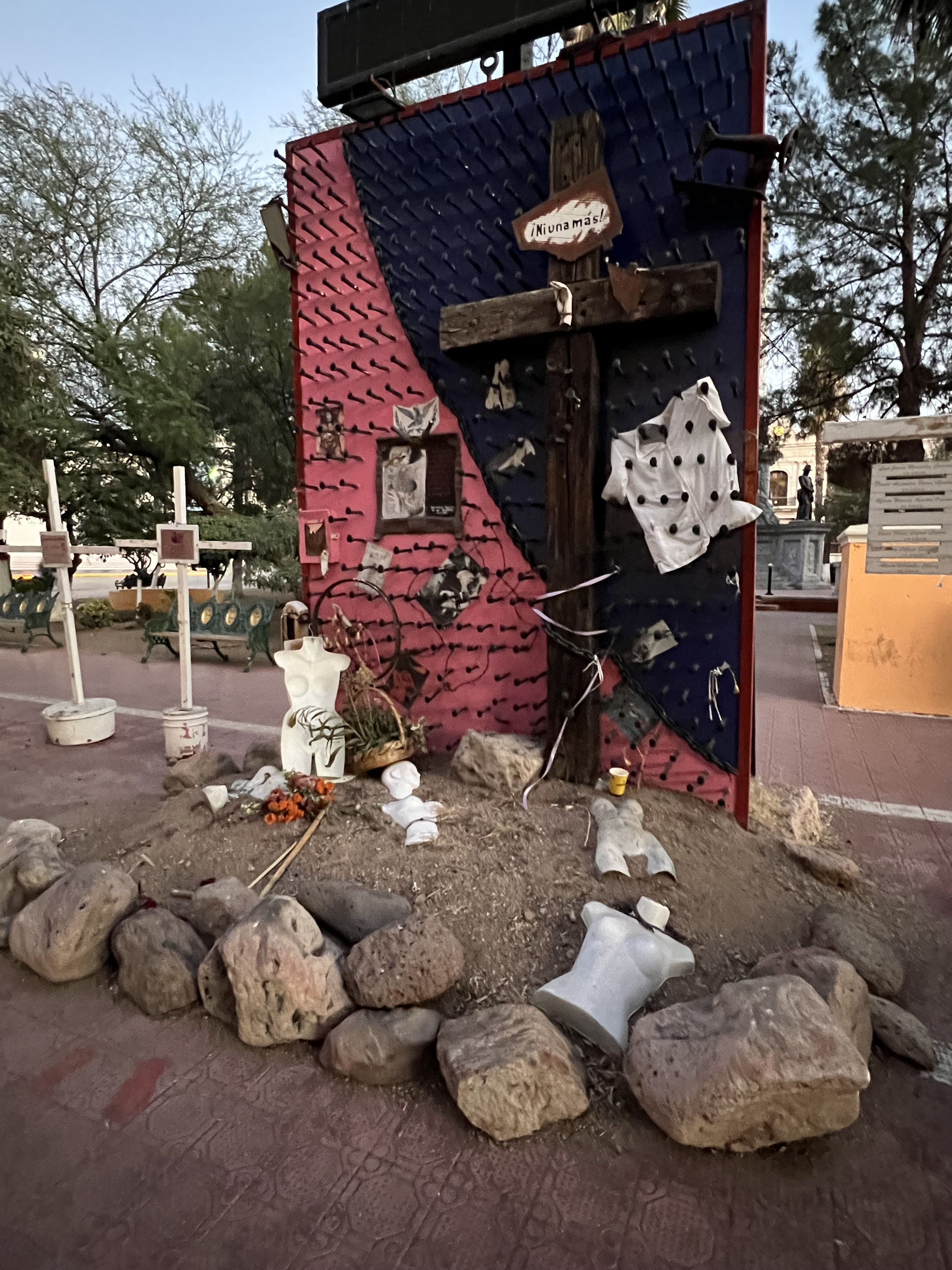
Cruz de Clavos

En el 2001, se colocó frente al Palacio de Gobierno en la ciudad de Chihuahua, la pieza El Memorial Cruz de Clavos, con la leyenda "Ni una mas", por parte del Grupo Feminista 8 de marzo, misma que fue retirada por el Gobierno del Estado y reinstalada en el 2002. En esta se colocaron clavos por cada una de las víctimas de feminicidio de las que se contaba con registro en esas fechas.
En la conmemoración del 8 de marzo del 2025, el cerco  colocado alrededor de la plaza, impidió el acceso a las mujeres que acudieron a la marcha.
También en ciudad Juárez  se cuenta con una pieza similar, que se han convertido en el sitio donde las colectivas que luchan por los Derechos de las mujeres realizan actos de denuncia por desapariciones y feminicidios.  